# Sewelowate
Sewelowate (Aplodontiidae) – rodzina ssaków łożyskowych z podrzędu wiewiórkokształtnych (Sciuromorpha) w obrębie rzędu gryzoni (Rodentia); jedyny żyjący współcześnie przedstawiciel jest uważany za najprymitywniejszego przedstawiciela gryzoni wraz z wieloma taksonami wymarłymi.

## Zasięg występowania
Jedyny żyjący współcześnie przedstawiciel sewelowatych występuje w zachodniej Ameryce Północnej.

## Podział systematyczny
Rodzina obejmuje obecnie jeden żyjący współcześnie rodzaj:
- Aplodontia J. Richardson, 1829 – sewel – jedynym żyjącym przedstawicielem jest Aplodontia rufa (Rafinesque, 1817) – sewel górski

Opisano również szereg rodzajów wymarłych:

- Allomys Marsh, 1877[6]
- Altasciurus Korth & Tabrum, 2017[21]
- Ameniscomys Dehm, 1950[22] – jedynym przedstawicielem był Ameniscomys selenoides Dehm, 1950
- Ansomys Qiu Zhuding, 1987[23]
- Alwoodia Rensberger, 1983[24]
- Campestrallomys Korth, 1989[25]
- Costepeiromys Korth, Boyd, Person & D. Anderson, 2022[26] – jedynym przedstawicielem był Costepeiromys attasorus Korth, Boyd, Person & D. Anderson, 2022
- Dakotallomys Tedrow & Korth, 1999[27]
- Disallomys Korth, 2009[28]
- Downsimus Macdonald, 1970[29]
- Epeiromys Korth, 1989[30]
- Ephemeromys Wang Banyue & Heißig, 1984[31]
- Haplomys G.S. Miller & Gidley, 1918[32]
- Horatiomys Wood, 1935[33] – jedynym przedstawicielem był Horatiomys montanus Wood, 1935
- Leptoromys Tedrow & Korth, 1997[34]
- Liodontia G.S. Miller & Gidley, 1918[32]
- Lophallomys Vianey-Liaud & Schmid, 2009[35]
- Meniscomys Cope, 1878[36]
- Niglarodon C.C. Black, 1961[37]
- Ninamys Vianey-Liaud, Gomes Rodrigues & Marivaux, 2012[38]
- Oropyctis Korth, 1989[39] – jedynym przedstawicielem był Oropyctis pediasia Korth, 1989
- Parallomys Rensberger, 1983[40]
- Parameniscomys Qiu Zhuding & Li Qiang, 2016[41] – jedynym przedstawicielem był Parameniscomys mengensis Qiu Zhuding & Li Qiang, 2016
- Paransomys Vianey-Liaud, Gomes Rodrigues & Marivaux, 2012[42]
- Pelycomys Galbreath, 1953[43]
- Plesispermophilus Filhol, 1883[44] – jedynym przedstawicielem był Plesispermophilus angustidens (Filhol, 1883)
- Proansomys Bi Shundong, Meng Jin, McLean, Wu Wenyu, Ni Xijun & Ye Jie, 2013[45]
- Promeniscomys Wang Banyue, 1987[46] – jedynym przedstawicielem był Promeniscomys sinensis Wang Banyue, 1987
- Protansomys Korth, Boyd, Person & D. Anderson, 2022[47] – jedynym przedstawicielem był Protansomys gulottai Korth, Boyd, Person & D. Anderson, 2022
- Prosciurus Matthew, 1903[48]
- Pseudallomys Korth, 1992[49]
- Pseudaplodon G.S. Miller, 1927[50]
- Quadrimys Qiu Zhuding & Li Qiang, 2016[51] – jedynym przedstawicielem był Quadrimys paradoxus Qiu Zhuding & Li Qiang, 2016
- Rudiomys Rensberger, 1983[52] – jedynym przedstawicielem był Rudiomys mcgrewi Rensberger, 1983
- Sewelleladon Shotwell, 1958[53] – jedynym przedstawicielem był Sewelleladon predontia Shotwell, 1958
- Sciurodon Schlosser, 1884[54] – jedynym przedstawicielem był Sciurodon cadurcensis Schlosser, 1884
- Tardontia Shotwell, 1958[55]